# Caputxí negre
El caputxí negre (Sapajus nigritus) és una espècie de mico de la família dels cèbids que es troba a l'Argentina i el Brasil.